# Novaphrophara tasmaniae
Novaphrophara tasmaniae är en insektsart som beskrevs av Victor Lallemand 1940. Novaphrophara tasmaniae ingår i släktet Novaphrophara och familjen spottstritar. Inga underarter finns listade i Catalogue of Life.